# Grad Štanjel
Grad Štanjel (italijansko San Angelo) stoji v naselju Štanjel v občini Komen.

## Zgodovina
Območje Štanjela je bilo poseljeno in utrjeno že v hallstatu in potem kasneje pod rimsko okupacijo. V 11. do 12. stoletju je bil grič na novo utrjen - še danes so vidni ostanki stolpa na vrhu Turna. Leta 1470 in 1481 so Štanjel izropali Turki.
Leta 1580 so ga za krajši čas zavzeli Benečani. Leta 1848 so ga zavzeli uporni tlačani. Med prvo svetovno vojno so avstro-ogrski vojaki notranjščino precej opustošili. Leta 1944 se je v gradu spopadla Kosovelova brigada z Nemci in je bil takrat grad tudi porušen.
Junija 2025 je bil po več kot petdesetletni prenovi, ki je v več fazah potekala od 1972, slavnostno odprt prenovljen grad. 

## Pesem tlačanov leta 1848
Kaj se je nekaj zgodilo

V starem mesti Štajneli:

dost´ ljudi je skupaj blo,

Švaro so preganjeli.